# Bec de plume

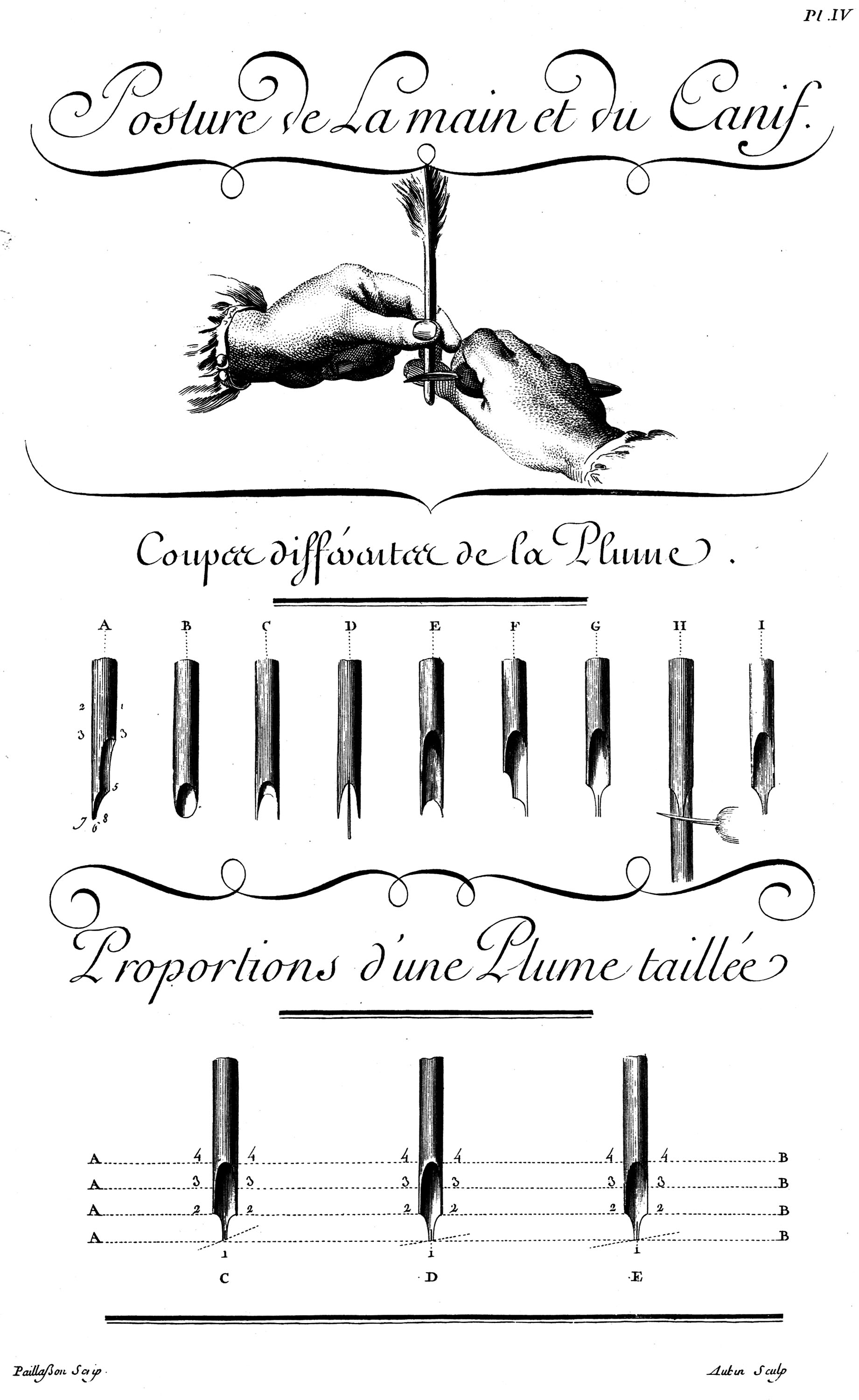
Planche du Dictionnaire raisonné des sciences, des arts et des métiers : taille de la plume, par Charles Paillasson.

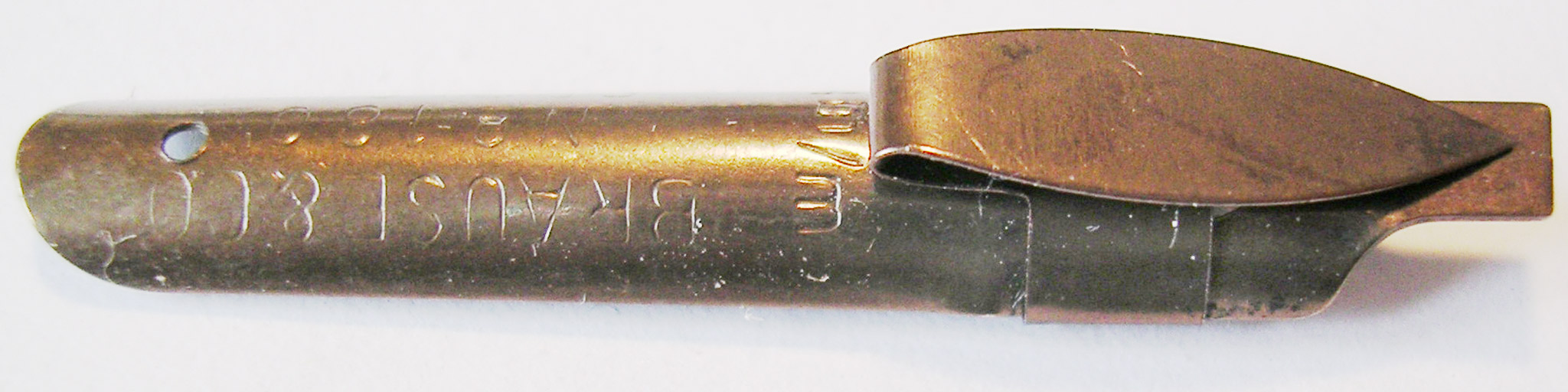
Plume métallique à bec large.

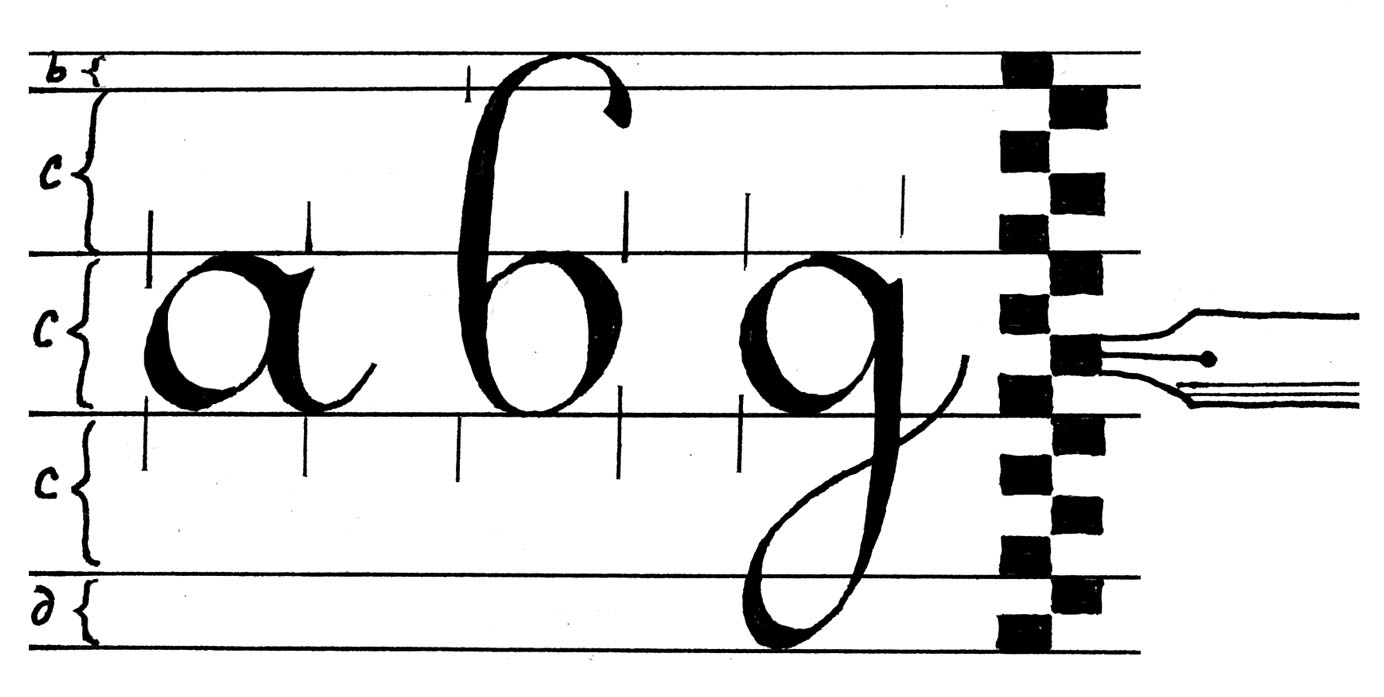
Écriture. Proportions de la ronde française minuscule : b : bec de plume ; c : corps ; d : demi-corps.

Le bec d’une plume d’écriture est la partie qui en forme l’extrémité et qui vient en contact avec le support, papier, parchemin ou autre. Le bec est pourvu d’une fente qui permet à ses deux parties de s’écarter plus ou moins selon la pression, produisant ainsi un tracé plus ou moins épais (plein et délié). Lorsque la plume est taillée en biseau, de manière à présenter une extrémité d’une certaine largeur, comme le calame, le bec est plus rigide et les pleins et déliés sont fonction de l’inclinaison du tracé.

## Caractéristiques
Le bec est la partie de la pointe qui donne la largeur du trait. Dans la plume la plus connue actuellement, celle de l’écriture scolaire, le bec est pointu et réduit à une dimension minimale, qui donne une épaisseur de trait constante sous la même pression.
Pour les écritures anciennes, on utilisait le calame, puis la plume d’oiseau, dont le bec était taillé en biseau et présentait donc une section de largeur mesurable. La taille est généralement horizontale, mais peut être légèrement oblique, comme le montre la planche de l’Encyclopédie.
On peut employer le terme de « calame » pour les plumes taillées de cette manière, dans un but de clarté, pour éviter la confusion avec les plumes pointues. Pour tracer des lettres de proportions stables mais de dimensions différentes, il faut donc autant de plumes différentes. La taille de la plume, en fonction de l’écriture souhaitée, a fait partie du travail du copiste, du calligraphe et de l’apprentissage de l’écriture pour tout le monde, jusqu’à l’apparition au XIXe siècle des plumes métalliques.

### Calligraphie
Le « bec de plume » est l’unité de base de tout travail d’écriture. Chaque type d’écriture a sa propre proportion entre la hauteur de la lettre minuscule moyenne (appelée « corps ») et l’épaisseur de son tracé le plus large (le plein, équivalent de la largeur du bec), ainsi que la hauteur des majuscules et celle des ascendantes ou descendantes. Par exemple, la ronde a quatre becs de plume de corps, les ascendantes ont un corps et un bec (soit cinq becs), les descendantes un corps et demi (six becs de plume).